# Mirta Miller
Mirta Miller (Buenos Aires, 16 de agosto de 1942) es una actriz argentina radicada en España.

## Biografía
Se traslada a España desde su Argentina natal a finales de los años 60 y comienza a trabajar como modelo. Poco después debuta ante la cámara para desarrollar una prolífica carrera cinematográfica condensada sobre todo en la década de los setenta.
Una de las mayores exponentes del cine español de los años 70. Su filmografía está plagada de películas, tanto comedias como de terror. Su principal marca de identidad era mostrar su talento como intérprete femenina. Uno de sus últimos papeles fue en la producción erótica Bolero, junto a Bo Derek y Ana García Obregón. 
Participa en esa época también en espectáculos de café-teatro como La fontana o Cantando se entiende la gente. Finalmente se retira del mundo del espectáculo a mediados de la década de los ochenta para reaparecer únicamente de forma muy puntual en alguna película.
Se le atribuye un sonado romance con el aristócrata español Alfonso de Borbón Dampierre, descrito en el libro Mirta Miller: La mujer que no quiso ser Borbón (2004), de Horacio Otheguy. Edit. Plaza & Janés. ISBN 9788401305290

## En la ficción
- Alfonso, el príncipe maldito (2010), interpretada por Guadalupe Lancho.

## Filmografía (selección)
- Blockbuster (2013)
- Sucedió en España (2004)
- Pelotazo nacional (1993)
- Bolero (1984)
- Yo hice a Roque III (1980)
- Donde hay patrón... (1978)
- La oscura historia de la prima Montse (1978)
- Pepito Piscinas (1978)
- Niñas... al salón (1977)
- Cuentos de las sábanas blancas (1977)
- Alcalde por elección  (1976)
- El erotismo y la informática (1976)
- Mauricio, mon amour (1976)
- A la Legión le gustan las mujeres (...y a las mujeres les gusta la Legión) (1976)
- Cría cuervos (1976)
- La lozana andaluza (1976)
- El señor está servido (1976)
- El extraño vicio del Dr. Hichcock (1975)
- Mi mujer es muy decente, dentro de lo que cabe (1975)
- Ligeramente viudas (1975)
- El gran amor del conde Drácula (1974)
- La curiosa (1973)
- La rebelión de las muertas (1973)
- Busco tonta para fin de semana (1973)
- Pisito de solteras (1973)
- Santo contra el doctor Muerte (1973)
- La chica del Molino Rojo (1973)
- Un casto varón español (1973)
- Dr. Jekyll y el Hombre Lobo (1972)
- El padre de la criatura (1972)
- ¡No firmes más letras, cielo! (1972)
- Ligue Story (1972)
- Vente a ligar al Oeste (1972)
- Los novios de mi mujer (1972)
- Los días de Cabirio (1971)
- Aunque la hormona se vista de seda (1971)
- Una chica casi decente (1971)
- Una señora llamada Andrés (1970)